# Sébastien Loeb Racing
La Sébastien Loeb Racing è una scuderia automobilistica francese con sede a Soultz-sous-Forêts, fondata dalla nove volte campione del mondo rally Sébastien Loeb. La scuderia è nota soprattutto per la sua militanza nel campionato del mondo turismo e in seguito nella coppa del mondo turismo, nella quale attualmente compete come team semiufficiale Volkswagen. Oltre a ciò compete nella Porsche Carrera Cup Francia e nel campionato francese rally.

## Storia

### European Le Mans Series
Nel 2012 la scuderia, contemporaneamente all'iscrizione a diversi campionati GT francesi, ha acquistato una Oreca 03 e l'ha iscritta alla classe LMP2 delle European Le Mans Series. Al volante dell'auto sono stati ingaggiati i francesi Nicolas Marroc, Nicolas Minassian e Stéphane Sarrazin. L'auto si è classificata seconda e terza nelle prime due gare, per poi saltare l'ultima gara. I punti ottenuti nelle prime due gare sono comunque valsi ai piloti SLR il quarto posto nella classifica LMP2. Al termine della stagione la scuderia ha lasciato il campionato per iscriversi alle FIA GT Series.
Nel 2014 la squadra ha nuovamente iscritto la sua Oreca alla classe LMP2 del campionato. Alla guida della vettura si sono alternati Vincent Capillaire, Jan Charouz, Arthur Pic, Andrea Roda e Jimmy Eriksson. Alla prima gara della stagione è stata inoltre iscritta alla classe GTC l'Audi R8 LMS ultra usata nel campionato francese FFSA GT affidata a Henry Hassid, Mike Parisy e Olivier Lombard. Capillaire, il pilota della scuderia che ha disputato più gare con la Oreca si è classificato quarto tra i piloti LMP2 e la SLR si è classificata quarta tra le scuderie LMP2. Dopo l'accordo con la Citroën per il WTCC la SLR ha nuovamente lasciato il campionato.

### FIA GT Series
Dopo avere lasciato le European Le Mans Series, la scuderia ha fatto il suo debutto nel 2013 nelle FIA GT Series, massima competizione riservata alle vetture gran turismo con specifiche GT3, con due McLaren MP4-12C GT3 già utilizzate nel campionato francese FFSA GT. Alla guida della prima auto, insieme a Loeb è stato ingaggiato Álvaro Parente, mentre alla guida della seconda sono stati ingaggiati Mike Parisy e Andreas Zuber. La scuderia ha ben figurato al suo primo anno di partecipazione, con le due coppie di piloti che si sono classificate rispettivamente quarta e ottava tra i professionisti e la scuderia stessa che ha chiuso seconda tra le scuderie. Al termine della stagione, tuttavia, la scuderia ha scelto di chiudere il programma nelle FIA GT Series per fare ritorno alle European Le Mans Series.

### Campionato del mondo turismo
In vista della stagione 2015 del WTCC la Citroën ha annunciato la decisione di estendere il suo programma costruendo una nuova C-Elysée da destinare a un team privato. Grazie ai buoni rapporti tra la casa francese e Loeb, già pilota ufficiale della casa nel WTCC, la scelta è ricaduta proprio sulla scuderia francese. Alla guida della nuova auto è stato ingaggiato il marocchino Mehdi Bennani, proveniente dalla Proteam Racing. Alla sua prima stagione la scuderia, sfruttando anche l'alta competitività della sua Citroën rispetto alle altre vetture private, si è messa subito in luce, con Bennani che ha chiuso secondo nella classifica piloti privati (ottavo in classifica generale) e la Sébastien Loeb Racing che ha chiuso quarta nella classifica scuderie private.
Al termine della stagione 2015 la Citroën ha annunciato la riduzione del suo programma nel WTCC a due sole vetture, in vista di un completo ritiro al termine della stagione 2016. Le altre due vetture utilizzate nel 2015 sono state quindi cedute alla Sébastien Loeb Racing, che ha ampliato il suo programma a tre vetture. Oltre al confermato Bennani sono stati ingaggiati Tom Chilton e Grégoire Demoustier, in uscita rispettivamente da ROAL Motorsport e Craft-Bamboo Racing.

## Risultati

### European Le Mans Series
| Anno | Vettura           | Pilota             | 1     | 2     | 3     | 4     | 5     | PP  | Punti | PS  | Punti |
| ---- | ----------------- | ------------------ | ----- | ----- | ----- | ----- | ----- | --- | ----- | --- | ----- |
| 2012 | Oreca 03          | Nicolas Marroc     | FRA 2 | GBR 4 | USA   |       |       | 6°  | 30    | 4°  | 30    |
| 2012 | Oreca 03          | Nicolas Minassian  | FRA 2 | GBR 4 | USA   |       |       | 6°  | 30    | 4°  | 30    |
| 2012 | Oreca 03          | Stéphane Sarrazin  | FRA 2 | GBR 4 | USA   |       |       | 6°  | 30    | 4°  | 30    |
| 2014 | Oreca 03          | Vincent Capillaire | GBR 7 | ITA 2 | AUT   | FRA 6 | POR 1 | 4°  | 57    | 4°  | 57    |
| 2014 | Oreca 03          | Jan Charouz        | GBR 7 | ITA 2 | AUT   | FRA   | POR   | 11° | 24    | 4°  | 57    |
| 2014 | Oreca 03          | Arthur Pic         | GBR   | ITA   | AUT   | FRA 6 | POR   | 23° | 8     | 4°  | 57    |
| 2014 | Oreca 03          | Andrea Roda        | GBR   | ITA   | AUT   | FRA 6 | POR   | 23° | 8     | 4°  | 57    |
| 2014 | Oreca 03          | Jimmy Eriksson     | GBR   | ITA   | AUT   | FRA   | POR 1 | 10° | 25    | 4°  | 57    |
| 2014 | Audi R8 LMS ultra | Henry Hassid       | GBR 6 | ITA   | AUT 6 | FRA   | POR 1 | 6°  | 41    | 14° | 8     |
| 2014 | Audi R8 LMS ultra | Olivier Lombard    | GBR 6 | ITA   | AUT   | FRA   | POR   | 21° | 8     | 14° | 8     |
| 2014 | Audi R8 LMS ultra | Mike Parisy        | GBR 6 | ITA   | AUT 8 | FRA 9 | POR   | 17° | 14    | 14° | 8     |

### FIA GT Series
| Anno | Vettura             | Pilota         | 1        | 2        | 3        | 4        | 5         | 6        | 7       | 8         | 9       | 10      | 11        | 12        | PP | Punti | PS | Punti |
| ---- | ------------------- | -------------- | -------- | -------- | -------- | -------- | --------- | -------- | ------- | --------- | ------- | ------- | --------- | --------- | -- | ----- | -- | ----- |
| 2013 | McLaren MP4-12C GT3 | Sébastien Loeb | NOG 1    | NOG 2 12 | ZOL 1 17 | ZOL 2 13 | ZAN 1 Rit | ZAN 2 14 | SVK 1   | SVK 2 Rit | NAV 1   | NAV 2 1 | BAK 1 14  | BAK 2     | 4° | 82    | 2° | 137   |
| 2013 | McLaren MP4-12C GT3 | Álvaro Parente | NOG 1    | NOG 2 12 | ZOL 1 17 | ZOL 2 13 | ZAN 1 Rit | ZAN 2 14 | SVK 1   | SVK 2 Rit | NAV 1   | NAV 2 1 | BAK 1 14  | BAK 2     | 4° | 82    | 2° | 137   |
| 2013 | McLaren MP4-12C GT3 | Mike Parisy    | NOG 1 10 | NOG 2 11 | ZOL 1 4  | ZOL 2 4  | ZAN 1 6   | ZAN 2 15 | SVK 1 4 | SVK 2 7   | NAV 1 5 | NAV 2   | BAK 1 Rit | BAK 2 Rit | 8° | 61    | 2° | 137   |
| 2013 | McLaren MP4-12C GT3 | Andreas Zuber  | NOG 1 10 | NOG 2 11 | ZOL 1 4  | ZOL 2 4  | ZAN 1 6   | ZAN 2 15 | SVK 1 4 | SVK 2 7   | NAV 1 5 | NAV 2   | BAK 1 Rit | BAK 2 Rit | 8° | 61    | 2° | 137   |

### Campionato del mondo turismo
| Anno | Vettura               | Pilota              | 1        | 2        | 3        | 4         | 5         | 6         | 7        | 8         | 9        | 10        | 11        | 12       | 13        | 14       | 15       | 16       | 17       | 18       | 19        | 20        | 21       | 22        | 23      | 24      | PP  | Punti | PS | Punti |
| ---- | --------------------- | ------------------- | -------- | -------- | -------- | --------- | --------- | --------- | -------- | --------- | -------- | --------- | --------- | -------- | --------- | -------- | -------- | -------- | -------- | -------- | --------- | --------- | -------- | --------- | ------- | ------- | --- | ----- | -- | ----- |
| 2015 | Citroën C-Elysée WTCC | Mehdi Bennani       | ARG 1 13 | ARG 2 5  | MAR 1 4  | MAR 2 12  | UNG 1 11  | UNG 2 Rit | GER 1 7  | GER 2 6   | RUS 1 14 | RUS 2 Rit | SLV 1 Rit | SLV 2 7  | FRA 1 9   | FRA 2 9  | POR 1 11 | POR 2 10 | GPN 1 7  | GPN 2 10 | CIN 1 5   | CIN 2 7   | THA 1 4  | THA 2 7   | QAT 1 2 | QAT 2 5 | 8°  | 127   | 4° | 150   |
| 2016 | Citroën C-Elysée WTCC | Mehdi Bennani       | FRA 1 2  | FRA 2 8  | SVC 1 2  | SVC 2 6   | UNG 1     | UNG 2 8   | MAR 1 6  | MAR 2 5   | GER 1 5  | GER 2 5   | RUS 1 9   | RUS 2 1' | POR 1 4   | POR 2 8  | ARG 1 8  | ARG 2 7  | GPN 1 16 | GPN 2 4  | CIN 1 11  | CIN 2 9   | QAT 2 16 | QAT 1     |         |         | 5°  | 206   | 1° | 335   |
| 2016 | Citroën C-Elysée WTCC | Tom Chilton         | FRA 1 11 | FRA 2 9  | SVC 1 9  | SVC 2 7   | UNG 1 2   | UNG 2 5   | MAR 1 5  | MAR 2 SQ  | GER 1 2  | GER 2 3   | RUS 1 14  | RUS 2 16 | POR 1 2   | POR 2 10 | ARG 1    | ARG 2 9  | GPN 1 8  | GPN 2 6  | CIN 1 Rit | CIN 2 9   | QAT 1 2  | QAT 2 Rit |         |         | 8°  | 163   | 1° | 335   |
| 2016 | Citroën C-Elysée WTCC | Grégoire Demoustier | FRA 1 10 | FRA 2 13 | SVC 1 13 | SVC 2 12  | UNG 1 7   | UNG 2 Rit | MAR 1 8  | MAR 2 Rit | GER 1 11 | GER 2 14  | RUS 1 16  | RUS 2 13 | POR 1 16  | POR 2 12 | ARG 1 12 | ARG 2 15 | GPN 1 17 | GPN 2 15 | CIN 1 13  | CIN 2 17  | QAT 1 15 | QAT 2 12  |         |         | 16° | 11    | 1° | 335   |
| 2017 | Citroën C-Elysée WTCC | Mehdi Bennani       | MAR 1 3  | MAR 2 6  | ITA 1 NC | ITA 2 7   | UNG 1 7   | UNG 2 1   | GER 1 2  | GER 2 6   | POR 1    | POR 2 7   | ARG 1 2   | ARG 2 5  | CIN 1 NC  | CIN 2 11 | GPN 1 5  | GPN 2 6  | MAC 1    | MAC 2 7  | QAT 1 2   | QAT 2 Rit |          |           |         |         | 6°  | 234   | 1° | 175   |
| 2017 | Citroën C-Elysée WTCC | Tom Chilton         | MAR 1 7  | MAR 2 5  | ITA 1    | ITA 2 Rit | UNG 1 2   | UNG 2 3   | GER 1 4  | GER 2 5   | POR 1 4  | POR 2 6   | ARG 1 4   | ARG 2 7  | CIN 1 Rit | CIN 2 3  | GPN 1    | GPN 2 10 | MAC 1 8  | MAC 2 3  | QAT 1     | QAT 2 5   |          |           |         |         | 3°  | 248,5 | 1° | 175   |
| 2017 | Citroën C-Elysée WTCC | John Filippi        | MAR 1 NC | MAR 2 11 | ITA 1 7  | ITA 2 10  | UNG 1 14† | UNG 2 11  | GER 1 10 | GER 2 10  | POR 1 10 | POR 2 10  | ARG 1 8   | ARG 2 12 | CIN 1 4   | CIN 2 6  | GPN 1 12 | GPN 2 9  | MAC 1 11 | MAC 2 16 | QAT 1 4   | QAT 2 9   |          |           |         |         | 12° | 48    | 1° | 175   |
| 2017 | Citroën C-Elysée WTCC | Ma Qinghua          | MAR 1    | MAR 2    | ITA 1    | ITA 2     | UNG 1     | UNG 2     | GER 1    | GER 2     | POR 1    | POR 2     | ARG 1     | ARG 2    | CIN 1     | CIN 2    | GPN 1    | GPN 2    | MAC 1 14 | MAC 2 12 | QAT 1     | QAT 2     |          |           |         |         | 21° | 0     | 1° | 175   |

### Coppa del mondo turismo
| Anno | Vettura                 | Pilota               | 1         | 2         | 3        | 4        | 5         | 6        | 7         | 8         | 9         | 10        | 11       | 12        | 13        | 14        | 15        | 16       | 17        | 18        | 19       | 20        | 21        | 22        | 23       | 24        | 25        | 26        | 27       | 28       | 29        | 30        | PP  | Punti | PS  | Punti |
| ---- | ----------------------- | -------------------- | --------- | --------- | -------- | -------- | --------- | -------- | --------- | --------- | --------- | --------- | -------- | --------- | --------- | --------- | --------- | -------- | --------- | --------- | -------- | --------- | --------- | --------- | -------- | --------- | --------- | --------- | -------- | -------- | --------- | --------- | --- | ----- | --- | ----- |
| 2018 | Volkswagen Golf GTI TCR | Robert Huff          | MAR 1 3   | MAR 2 18† | MAR 3 7  | UNG 1 5  | UNG 2 1   | UNG 3 8  | GER 1 3   | GER 2 Rit | GER 3 Rit | OLA 1 3   | OLA 2 8  | OLA 3 2   | POR 1 Rit | POR 2 NP  | POR 3 NP  | SVC 1 19 | SVC 2 Rit | SVC 3 13  | NIN 1 6  | NIN 2 5   | NIN 3 6   | WUH 1 14  | WUH 2 10 | WUH 3 Rit | GPN 1 23† | GPN 2 1   | GPN 3 6  | MAC 1 3  | MAC 2 24† | MAC 3 2   | 8°  | 242   | 4°  | 412   |
| 2018 | Volkswagen Golf GTI TCR | Mehdi Bennani        | MAR 1 9   | MAR 2     | MAR 3 6  | UNG 1 10 | UNG 2 7   | UNG 3 17 | GER 1 13  | GER 2 10  | GER 3 9   | OLA 1 8   | OLA 2 5  | OLA 3 8   | POR 1 Rit | POR 2 NP  | POR 3 NP  | SVC 1 21 | SVC 2 Rit | SVC 3 Rit | NIN 1 5  | NIN 2     | NIN 3 10  | WUH 1 13  | WUH 2 1  | WUH 3 9   | GPN 1 5   | GPN 2 8   | GPN 3 4  | MAC 1 15 | MAC 2 10  | MAC 3 Rit | 12° | 155   | 4°  | 412   |
| 2019 | Volkswagen Golf GTI TCR | Johan Kristoffersson | MAR 1 Rit | MAR 2 17  | MAR 3 17 | UNG 1 8  | UNG 2 Rit | UNG 3 22 | SVC 1 20  | SVC 2 15  | SVC 3 18  | OLA 1 4   | OLA 2 3  | OLA 3 7   | GER 1 10  | GER 2 1   | GER 3 Rit | POR 1 7  | POR 2 14  | POR 3 11  | CIN 1 8  | CIN 2 12  | CIN 3 10  | GPN 1 5   | GPN 2 7  | GPN 3 1   | MAC 1 10  | MAC 2 5   | MAC 3 4  | MAL 1 8  | MAL 2 3   | MAL 3 1   | 5°  | 243   | 4°  | 354   |
| 2019 | Volkswagen Golf GTI TCR | Benjamin Leuchter    | MAR 1 16  | MAR 2 23  | MAR 3 20 | UNG 1 20 | UNG 2 12  | UNG 3 17 | SVC 1 14  | SVC 2 Rit | SVC 3 16  | OLA 1 8   | OLA 2    | OLA 3 Rit | GER 1 7   | GER 2 5   | GER 3 1   | POR 1 16 | POR 2 17  | POR 3 18  | CIN 1 18 | CIN 2 Rit | CIN 3 NP  | GPN 1 Rit | GPN 2 12 | GPN 3 12  | MAC 1 22  | MAC 2 21  | MAC 3 21 | MAL 1 16 | MAL 2 10  | MAL 3 8   | 19° | 111   | 4°  | 354   |
| 2019 | Volkswagen Golf GTI TCR | Robert Huff          | MAR 1 10  | MAR 2 22  | MAR 3 15 | UNG 1 14 | UNG 2 7   | UNG 3 7  | SVC 1 13  | SVC 2 5   | SVC 3 13  | OLA 1 Rit | OLA 2 11 | OLA 3 10  | GER 1 4   | GER 2 Rit | GER 3 NP  | POR 1 4  | POR 2 7   | POR 3 6   | CIN 1 10 | CIN 2 7   | CIN 3 Rit | GPN 1 10  | GPN 2    | GPN 3 8   | MAC 1 4   | MAC 2 14  | MAC 3 2  | MAL 1 23 | MAL 2 9   | MAL 3 9   | 11° | 211   | 10° | 251   |
| 2019 | Volkswagen Golf GTI TCR | Mehdi Bennani        | MAR 1 Rit | MAR 2 Rit | MAR 3 12 | UNG 1 16 | UNG 2 Rit | UNG 3 15 | SVC 1 Rit | SVC 2 14  | SVC 3 19  | OLA 1 6   | OLA 2 16 | OLA 3 13  | GER 1 15  | GER 2 16  | GER 3 16  | POR 1 22 | POR 2 19  | POR 3 14  | CIN 1 20 | CIN 2 11  | CIN 3 14  | GPN 1 24  | GPN 2 27 | GPN 3 Rit | MAC 1 17  | MAC 2 Rit | MAC 3 18 | MAL 1 12 | MAL 2 13  | MAL 3 17  | 25° | 40    | 10° | 251   |

### TCR Europe Touring Car Series
| Anno | Vettura               | Pilota          | 1        | 2         | 3         | 4         | 5        | 6         | 7       | 8         | 9        | 10        | 11        | 12       | 13        | 14       | PP  | Punti | PS | Punti |
| ---- | --------------------- | --------------- | -------- | --------- | --------- | --------- | -------- | --------- | ------- | --------- | -------- | --------- | --------- | -------- | --------- | -------- | --- | ----- | -- | ----- |
| 2021 | Hyundai Elantra N TCR | Niels Langeveld | SVK 1 4  | SVK 2 21† | LEC 1 4   | LEC 2 Rit | ZAN 1 4  | ZAN 2     | SPA 1 8 | SPA 2 5   | NÜR 1 3  | NÜR 2 4   | MNZ 1 10  | MNZ 2 14 | CAT 1 6   | CAT 2 4  | 3°  | 295   | 1° | 759   |
| 2021 | Hyundai Elantra N TCR | Mehdi Bennani   | SVK 1 6  | SVK 2 1   | LEC 1 18  | LEC 2 6   | ZAN 1 12 | ZAN 2 6   | SPA 1 2 | SPA 2 9   | NÜR 1 11 | NÜR 2 14  | MNZ 1 21† | MNZ 2 12 | CAT 1 10  | CAT 2    | 5°  | 252   | 1° | 759   |
| 2021 | Hyundai Elantra N TCR | Sami Taoufik    | SVK 1 17 | SVK 2 Rit | LEC 1 Rit | LEC 2 3   | ZAN 1 10 | ZAN 2 7   | SPA 1 4 | SPA 2 6   | NÜR 1 9  | NÜR 2 12  | MNZ 1 5   | MNZ 2 10 | CAT 1 3   | CAT 2 15 | 8°  | 216   | 1° | 759   |
| 2021 | Hyundai Elantra N TCR | Felice Jelmini  | SVK 1 8  | SVK 2 13  | LEC 1 2   | LEC 2 7   | ZAN 1 17 | ZAN 2 Rit | SPA 1 3 | SPA 2 Rit | NÜR 1 13 | NÜR 2 Rit | MNZ 1 Rit | MNZ 2 5  | CAT 1 Rit | CAT 2 9  | 14° | 173   | 1° | 759   |

### Campionato del mondo rally

#### WRC-2
| Anno | Vettura            | Pilota           | 1     | 2   | 3   | 4   | 5   | 6       | 7       | 8   | 9       | 10     | 11  | 12  | 13  | PP  | Punti | PS | Punti |
| ---- | ------------------ | ---------------- | ----- | --- | --- | --- | --- | ------- | ------- | --- | ------- | ------ | --- | --- | --- | --- | ----- | -- | ----- |
| 2016 | Peugeot 208 T16 R5 | Quentin Giordano | MON 4 | SVE | MES | ARG | POR | ITA Rit | POL Rit | FIN | GER Rit | FRA NP | SPA | GBR | AUS | 25° | 12    | NC | 0     |

#### WRC-3
| Anno | Vettura         | Pilota     | 1   | 2   | 3   | 4   | 5     | 6       | 7     | 8       | 9     | 10    | 11  | 12  | 13  | PP | Punti | PS | Punti |
| ---- | --------------- | ---------- | --- | --- | --- | --- | ----- | ------- | ----- | ------- | ----- | ----- | --- | --- | --- | -- | ----- | -- | ----- |
| 2016 | Citroën DS3 R3T | Terry Folb | MON | SVE | MES | ARG | POR 3 | ITA Rit | POL 2 | FIN Rit | GER 3 | FRA 6 | SPA | GBR | AUS | 8° | 56    | 6° | 73    |

### Porsche Supercup
| Anno | Vettura             | Pilota           | 1       | 2       | 3   | 4   | 5   | 6        | 7         | 8        | 9        | 10    | 11    | PP | Punti |
| ---- | ------------------- | ---------------- | ------- | ------- | --- | --- | --- | -------- | --------- | -------- | -------- | ----- | ----- | -- | ----- |
| 2014 | Porsche 911 GT3 Cup | Roar Lindland    | CAT 17  | MON Rit | RBR | SIL | HOC | HUN      | SPA 21    | MNZ      | CDA 1    | CDA 2 |       | —  | —     |
| 2014 | Porsche 911 GT3 Cup | Roland Bervillé  | CAT 19  | MON     | RBR | SIL | HOC | HUN      | SPA       | MNZ      | CDA 1    | CDA 2 |       | —  | —     |
| 2014 | Porsche 911 GT3 Cup | Maxime Jousse    | CAT     | MON 12  | RBR | SIL | HOC | HUN      | SPA 11    | MNZ      | CDA 1    | CDA 2 |       | —  | —     |
| 2014 | Porsche 911 GT3 Cup | Joffrey de Narda | CAT     | MON     | RBR | SIL | HOC | HUN      | SPA 19    | MNZ      | CDA 1    | CDA 2 |       | —  | —     |
| 2015 | Porsche 911 GT3 Cup | Roar Lindland    | CAT 19  | MON     | RBR | SIL | HUN | SPA 1 24 | SPA 2 17  | MNZ 1 26 | MNZ 2 20 | CDA 1 | CDA 2 | —  | —     |
| 2015 | Porsche 911 GT3 Cup | Joffrey de Narda | CAT Rit | MON     | RBR | SIL | HUN | SPA 1 10 | SPA 2 13  | MNZ 1    | MNZ 2    | CDA 1 | CDA 2 | —  | —     |
| 2015 | Porsche 911 GT3 Cup | Sébastien Loeb   | CAT     | MON     | RBR | SIL | HUN | SPA 1 13 | SPA 2 Rit | MNZ 1    | MNZ 2    | CDA 1 | CDA 2 | —  | —     |
| 2015 | Porsche 911 GT3 Cup | Maxime Jousse    | CAT     | MON     | RBR | SIL | HUN | SPA 1    | SPA 2     | MNZ 1 14 | MNZ 2 14 | CDA 1 | CDA 2 | —  | —     |

### TCR International Series
| Anno | Vettura                | Pilota           | 1     | 2     | 3     | 4     | 5        | 6        | 7     | 8     | 9     | 10    | 11    | 12    | 13    | 14    | 15    | 16    | 17    | 18    | 19    | 20    | 21    | 22    | PP | Punti | PS  | Punti |
| ---- | ---------------------- | ---------------- | ----- | ----- | ----- | ----- | -------- | -------- | ----- | ----- | ----- | ----- | ----- | ----- | ----- | ----- | ----- | ----- | ----- | ----- | ----- | ----- | ----- | ----- | -- | ----- | --- | ----- |
| 2016 | Peugeot 308 Racing Cup | Grégory Guilvert | BHR 1 | BHR 2 | POR 1 | POR 2 | BEL 1 12 | BEL 2 12 | ITA 1 | ITA 2 | AUT 1 | AUT 2 | GER 1 | GER 2 | RUS 1 | RUS 2 | THA 1 | THA 2 | SIN 1 | SIN 2 | MAL 1 | MAL 2 | MAC 1 | MAC 2 | NC | 0     | 17° | 2     |
| 2016 | Peugeot 308 Racing Cup | Jimmy Clairet    | BHR 1 | BHR 2 | POR 1 | POR 2 | BEL 1 13 | BEL 2 13 | ITA 1 | ITA 2 | AUT 1 | AUT 2 | GER 1 | GER 2 | RUS 1 | RUS 2 | THA 1 | THA 2 | SIN 1 | SIN 2 | MAL 1 | MAL 2 | MAC 1 | MAC 2 | NC | 0     | 17° | 2     |

### Coppa europea turismo
| Anno | Vettura                | Pilota        | 1     | 2     | 3     | 4     | 5       | 6       | 7     | 8     | 9     | 10    | 11    | 12    | PP  | Punti |
| ---- | ---------------------- | ------------- | ----- | ----- | ----- | ----- | ------- | ------- | ----- | ----- | ----- | ----- | ----- | ----- | --- | ----- |
| 2016 | Peugeot 308 Racing Cup | Teddy Clairet | LEC 1 | LEC 2 | SVK 1 | SVK 2 | NÜR 1 3 | NÜR 2 4 | VIL 1 | VIL 2 | MAG 1 | MAG 2 | IMO 1 | IMO 2 | 13° | 11    |
| 2016 | Peugeot 308 Racing Cup | David Pouget  | LEC 1 | LEC 2 | SVK 1 | SVK 2 | NÜR 1 4 | NÜR 2 5 | VIL 1 | VIL 2 | MAG 1 | MAG 2 | IMO 1 | IMO 2 | 14° | 9     |